# زهرة رامي
زهرة رامي هي إعلامية وممثلة ومطربة مصرية. نشأت في أسرة اعلامية، حيث أن والدتها هي الإعلامية نهلة شافعي بإذاعة صوت العرب. تخرجت في كلية الآداب، قسم اللغة الإنجليزية بجامعة القاهرة. عملت بشكل مؤقت في مجالات التدريس والموارد البشرية، ثم اتجهت إلى مجال الإذاعة منذ عام 2010.، كما قامت أيضا بالمشاركة في تقديم البرنامج التلفزيوني عز الشباب بقناة روتانا مصرية.
في بداية 2020 انتقلت زهرة رامي من نجوم اف ام الي راديو انرجي لتقدم برنامج من 7صباحا الي 10صباحا

## عملها
بدأت مسيرتها الإعلامية عبر تقدمها لبرنامج أبدا يومك في راديو هيتس، الذي ارتبط به الأطفال قبل الكبار، حيث كان يخصص ساعة كاملة، من ساعاته الثلاث التي تبدأ في السابعة وتنتهي في العاشرة، للأطفال من سن ثلاث سنوات وحتى 12 سنة، إلى جانب فقرة خد فكرة واشتري بكرة عن الكتب، وفقرة بس أنت تغني وإحنا معاك لاكتشاف الموهوبين في الغناء. وقد تم استبعادها في سبتمبر 2016 من راديو هيتس، وتم نقلها إلى إذاعة ميجا التابعة لراديو النيل. وحل بدلًا منها الإعلامي خالد حبيب، الذي يُقدم برنامج تفائل بدلًا من ابدأ يومك لزهرة.
بعد ذلك، انضمت زهرة إلى إذاعة نجوم إف إم من أجل تقديم برنامجين بدءًا من يناير 2017، وهما برنامجي «عيش صباحك» الذي يُقدم في الصباح برفقة مروان قدري، وبرنامج قعدة مزيكا.
لم تقتصر رامي على التقديم الإذاعي فقط، إنما أيضًا تهوى الغناء وتقدم عروضا مع فرقة أيامنا الحلوة، وفي مجال التمثيل قدمت ست كوم مع تامر وشوقية، لكنها عبرت عن حبها للإذاعة والراديو أكثر من التقديم التلفزيوني.
وتشارك حاليا مع د/محمد رفعت في تقديم البرنامج التلفزيوني الأسبوعي «حكاية كل بيت» على قناة دي إم سي dmc.